# Úrvalsdeild Karla 1912
La temporada 1912 de la Úrvalsdeild Karla fue la primera temporada de la liga de fútbol de Islandia. El KR Reykjavík ganó el primer título. No hubo descensos ya que solo había cuatro clubes registrados en ese momento. El ÍBV se retiró después del segundo partido. Se otorgaron 2 puntos por victoria, uno por empate y ninguno por derrota.

## Tabla de posiciones
| Pos | Equipo           | PJ | PG | PE | PP | GF | GC | DG | Pts |
| --- | ---------------- | -- | -- | -- | -- | -- | -- | -- | --- |
| 1   | KR Reykjavik (C) | 3  | 2  | 1  | 0  | 4  | 0  | +4 | 3   |
| 2   | Valur Reykjavik  | 3  | 2  | 1  | 0  | 3  | 0  | +3 | 3   |
| 3   | Fram Reykjavik   | 3  | 1  | 0  | 2  | 1  | 5  | -5 | 2   |
| 4   | ÍBV              | 2  | 0  | 0  | 2  | 0  | 3  | -3 | 0   |

### Resultados
Jornada 1
KR Reykjavik 3 - 0 Fram Reykjavik
|-
Valur Reykjavik 1 - 0 ÍBV
Jornada 2
Fram Reykjavik 0 - 2 Valur Reykjavik
|-
ÍBV 0 - 1 KR Reykjavik
Jornada 3
KR Reykjavik 0 - 0 Valur Reykjavik
|-
Fram Reykjavik 0 - 0 ÍBV

PJ = Partidos jugados; PG = Partidos ganados; PE = Partidos empatados; PP = Partidos perdidos; GF = Goles a favor; GC = Goles en contra; DG = Diferencia de gol; Pts = Puntos
| (C) Campeón |